# Pyle-Syndrom
Das Pyle-Syndrom ist eine seltene angeborene, zu den  Skelettdysplasien gehörige Erkrankung mit Auftreibungen der Metaphysen der langen Röhrenknochen, daher auch die teilweise (im englischen Sprachraum) synonym verwendete Bezeichnung Metaphysäre Dysplasie.
Synonyme sind: Morbus Pyle; Metaphsyäre Dysplasie Pyle; Familiäre metaphysäre Dysplasie
Die Erstbeschreibung erfolgte im Jahre 1931 durch den US-amerikanischen Orthopäden Edwin Pyle (1891–1961).

## Verbreitung
Die Häufigkeit wird mit unter 1 zu 1.000.000 angegeben, bislang wurden nur etwa 30 Patienten beschrieben. Die Vererbung erfolgt autosomal-rezessiv.

## Ursache
Der Erkrankung liegen Mutationen im SFRP4-Gen auf Chromosom 7 Genort p14.1 zugrunde, welches für das Secreted Frizzled-Related Protein 4 kodiert.

## Klinische Erscheinungen
Klinische Kriterien sind:
- Genua valga
- gelegentlich Streckhemmung im Ellenbogengelenk
- Auftreibung der Schlüsselbeine und Rippen

## Diagnose
Im Röntgenbild finden sich folgende wegweisende Veränderungen:
- Erlenmeyerkolben-artige (Verbreiterung der Metaphyse ohne Becherung) Auftreibung der Metaphysen der langen Röhrenknochen bis in die Diaphyse reichend, weniger deutlich an den kurzen Röhrenknochen
- Leichte Hyperostose der Schädelkalotte ohne Einengung der Foramina
- Platyspondylie

## Differentialdiagnose
Abzugrenzen sind andere Erkrankungen, bei denen eine Erlenmeyerkolben-Deformität auftreten kann:
- Metaphysäre Dysplasie Typ Braun-Tinschert
- Fibröse Dysplasie
- Thalassämie, Maior-Form
- Morbus Gaucher
- Erythropoetische Protoporphyrie
- Sichelzellanämie, homozygote Form
- Mastozytose#Systemische Mastozytose (Urticaria pigmentosa)
- Niemann-Pick-Krankheit
- Rachitis, behandelt
- Dyschondrosteose Léri Weill
- chronische Wismut- oder Bleivergiftung
- Osteoporose
- Pyknodysostose
- Frontometaphysäre Dysplasie
- Osteodysplasie Typ Melnick-Needles (Melnick-Needles-Syndrom)
- Kraniometaphysäre Dysplasie
- Osteoektasie mit Hyperphosphatasie (Juveniler Morbus Paget)